# Marienbrunnen (Starnberg)

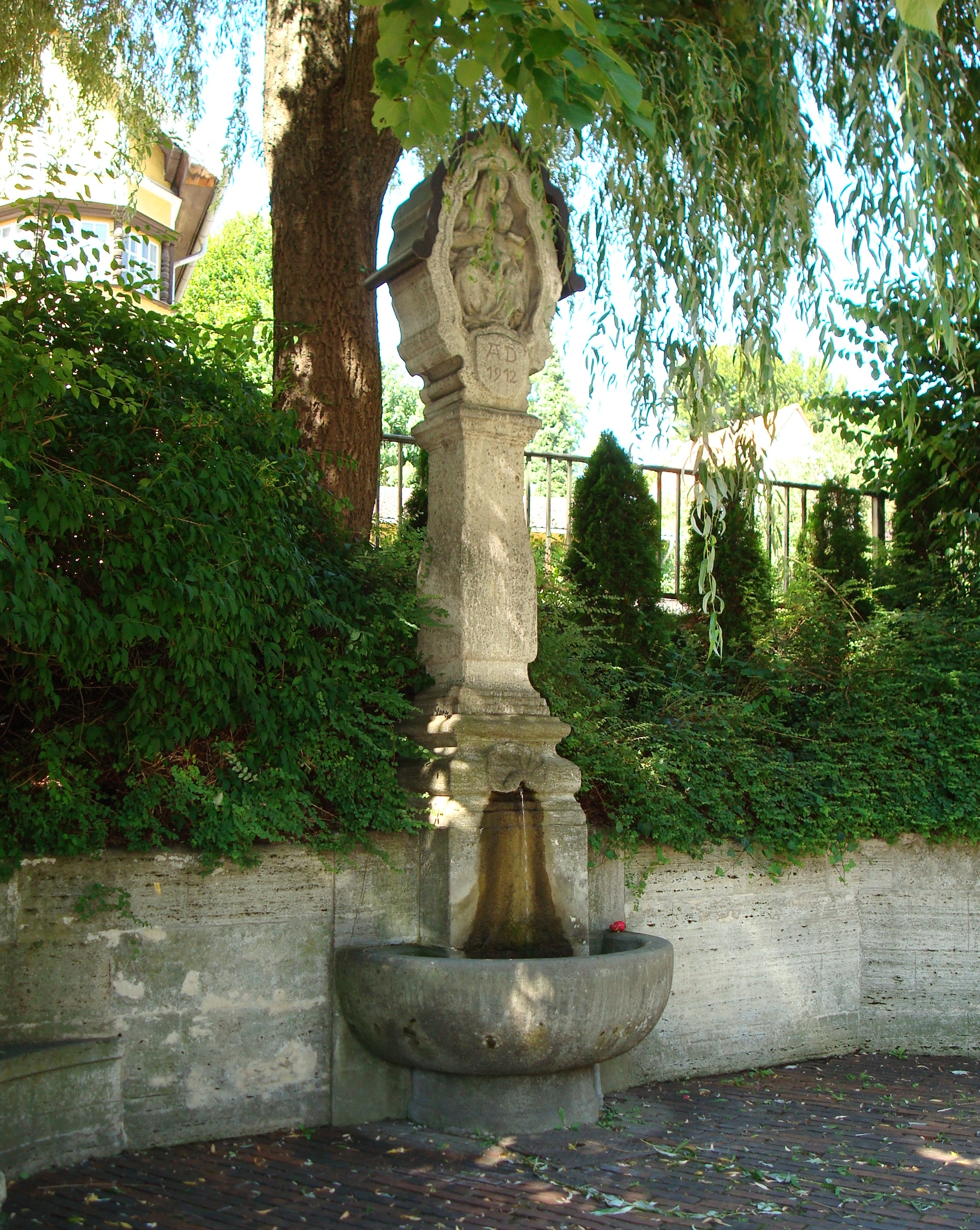
Marienbrunnen

Der Marienbrunnen ist eine Brunnenanlage in der oberbayerischen Kreisstadt Starnberg. 

## Geschichte
Der Apotheker Vinzenz Gresbek, der eine Drogerie in einer Villa gegenüber dem Starnberger Bahnhof führte, gelobte die Errichtung des Brunnens, wenn seine Frau ihm nach vier Söhnen auch eine Tochter schenken würde. Dieser Wunsch erfüllte sich 1912. Wenige Monate nach der Geburt des Mädchens wurde der Brunnen am 1. Weihnachtsfeiertag des Jahres 1912 eingeweiht und der Jungfrau Maria gewidmet.
Der Entwurf stammt vom Münchener Architekten Friedrich Grombach, das Relief vom österreichischen Bildhauer Michael Rauscher.

## Quelle
- Informationstafel Kulturspaziergang, Station Nr. 6

Koordinaten: 47° 59′ 49,6″ N, 11° 20′ 23″ O